# Diocèse de Valleyfield
229390	390474	58.7
Le diocèse de Valleyfield est un diocèse de l'Église catholique au Québec au Canada. Son siège est la basilique-cathédrale Sainte-Cécile de Salaberry-de-Valleyfield. Il a été érigé canoniquement le 5 avril 1892 par le pape Léon XIII à partir du territoire de l'archidiocèse de Montréal dont il est maintenant le suffragant. Depuis 2024, son évêque est Alain Faubert.

## Description
Le diocèse de Valleyfield est l'une des 21 juridictions de l'Église catholique au Québec au Canada. Son siège épiscopal est la basilique-cathédrale Sainte-Cécile de Salaberry-de-Valleyfield qui est une basilique mineure depuis le 9 février 1991,. Il est suffragant de l'archidiocèse de Montréal,. Depuis 2011, son évêque est Noël Simard,,.
Le territoire du diocèse de Valleyfield couvre une superficie de 3 225 km2 et est divisé en 22 paroisses en 2017 réparties en six régions épiscopales : Châteauguay, Valleyfield, Soulanges, Vaudreuil-Dorion–Île Perrot, Beauharnois et Huntingdon,,,,. En fait, le diocèse couvre la région du Suroît en Montérégie dans le Sud-Ouest du Québec. La majorité de ses paroisses sont francophones, mais il comprend également une population anglophone et espagnole ainsi qu'une mission iroquoise.

## Histoire
Le diocèse de Valleyfield a été érigé canoniquement le 5 avril 1892 par le pape Léon XIII. Auparavant, son territoire faisait partie de l'archidiocèse de Montréal,,. Son premier évêque fut Joseph-Médard Émard nommé le 5 avril 1892. Il demeura à cette fonction jusqu'au 2 juin 1922 lorsqu'il fut nommé archevêque d'Ottawa,,,.

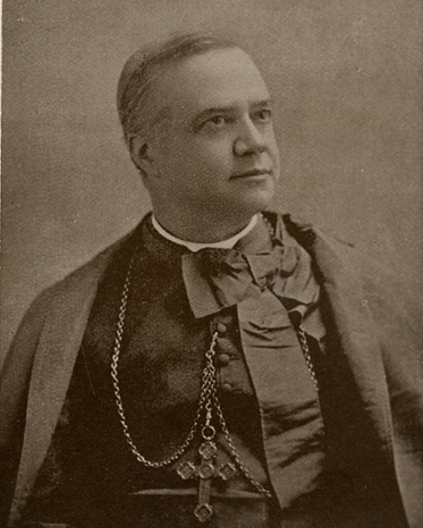
Joseph-Médard Émard, premier évêque de Valleyfield.
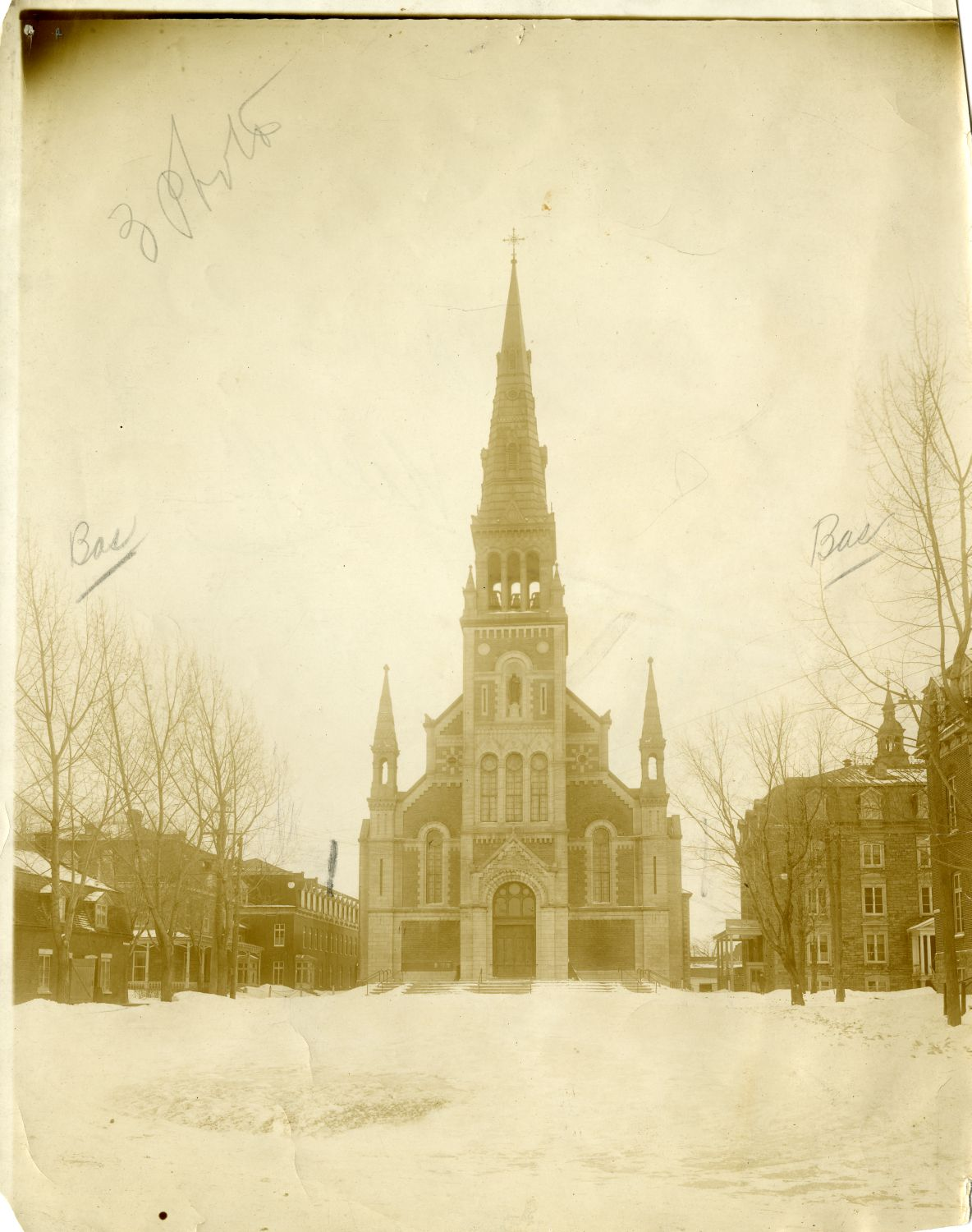
La cathédrale Sainte-Cécile de Valleyfield en 1925.

### Évêques
| # | Nom                         | Dates                                |
| - | --------------------------- | ------------------------------------ |
| 1 | Joseph-Médard Émard         | 5 avril 1892 - 2 juin 1922           |
| 2 | Felix-Raymond-Marie Rouleau | 9 mars 1923 - 9 juillet 1926         |
| 3 | Joseph Alfred Langlois      | 10 juillet 1926 - 22 septembre 1966  |
| 4 | Percival Caza               | 22 septembre 1966 - 18 mars 1969     |
| 5 | Guy Bélanger (de)           | 17 octobre 1969 - 15 octobre 1975    |
| 6 | Robert Lebel                | 26 mars 1976 - 30 juin 2000          |
| 7 | Luc Cyr                     | 10 mai 2001 - 26 juillet 2011        |
| 8 | Noël Simard                 | 30 décembre 2011 - 12 septembre 2024 |
| 9 | Alain Faubert (en)          | Depuis le 12 septembre 2024          |

| Nom           | Dates                               |
| ------------- | ----------------------------------- |
| Percival Caza | 24 juillet 1955 - 22 septembre 1966 |

| Nom           | Dates                         |
| ------------- | ----------------------------- |
| Percival Caza | 7 août 1948 - 24 juillet 1955 |

## Paroisses

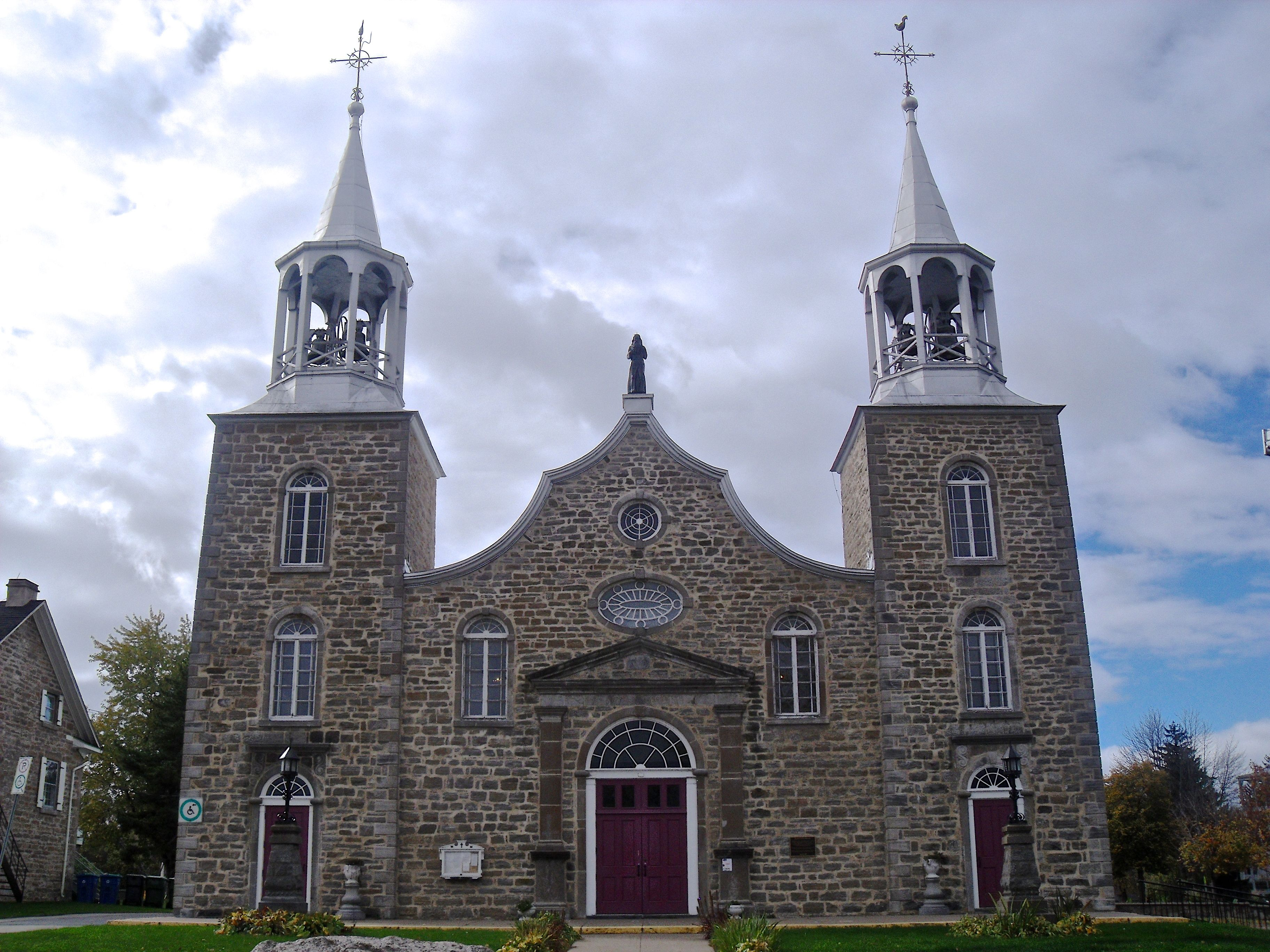
L'église Saint-Joachim de Châteauguay

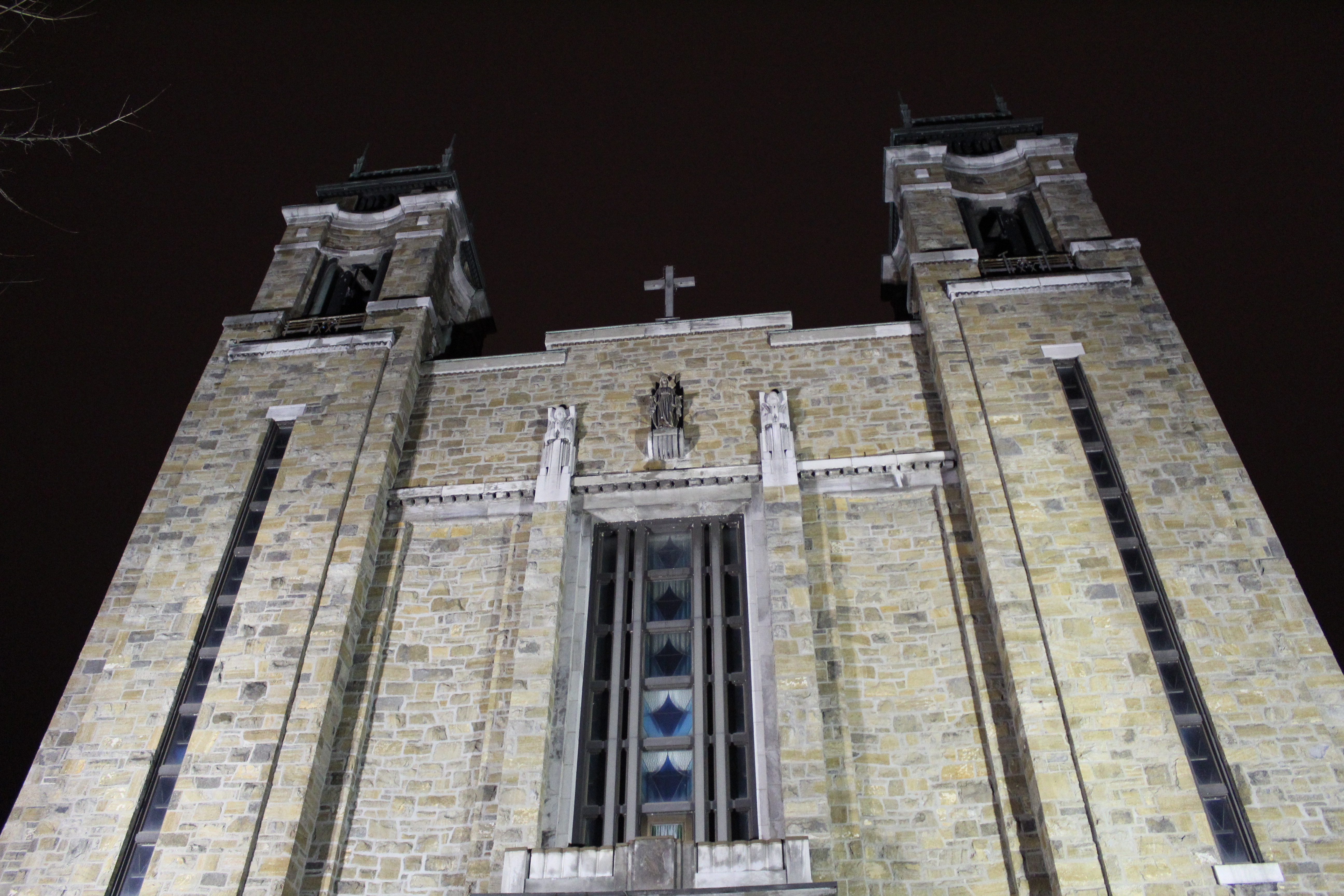
L'église de l'Immaculée-Conception de Bellerive

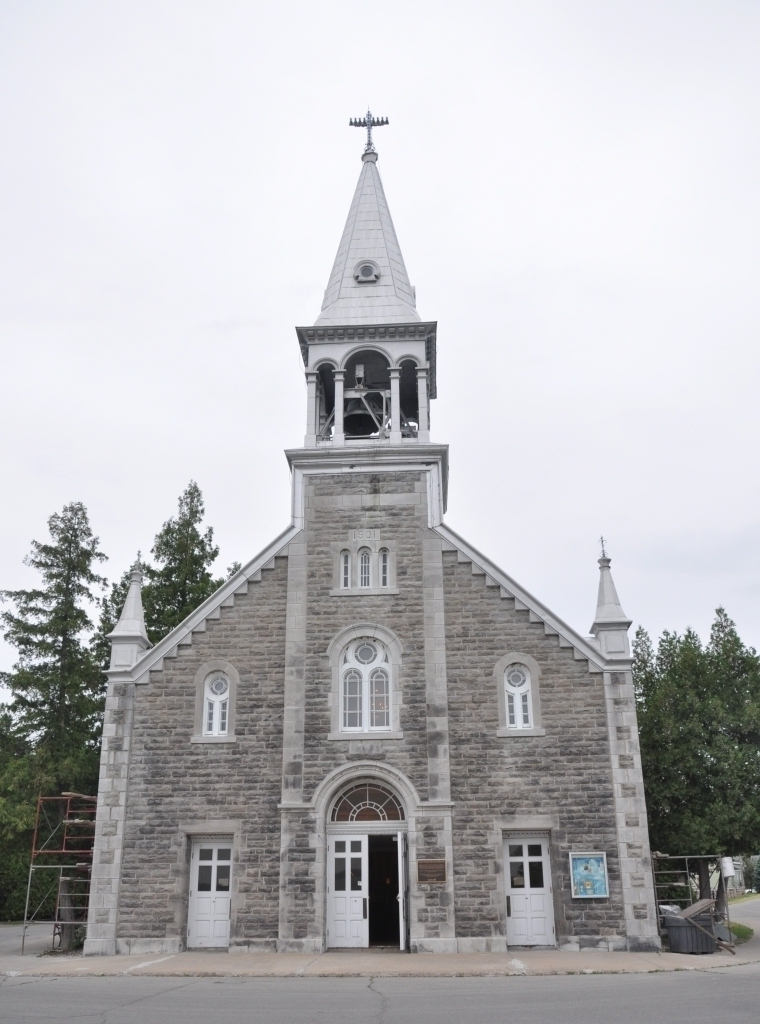
L'église Sainte-Jeanne-de-Chantal de Notre-Dame-de-l'Île-Perrot

Le diocèse de Valleyfield comprend 22 paroisses ainsi qu'une mission iroquoise :
- Immaculée-Conception de Bellerive
- Notre-Dame-de-Lorette
- Notre-Dame-des-Champs (églises Saint-Télesphore, Sainte-Justine, Sainte-Marthe, Saint-Clet et Saint-Polycarpe)
- Our Lady of Perpetual Help
- Saint-Clément
- Saint-François-sur-le-Lac (églises Saint-Zotique, Sainte-Marie-du-Rosaire, Saint-Ignace et Sainte-Claire-d'Assise)
- Saint-Joachim
- Saint-Joseph
- Saint-Joseph-de-Soulanges (églises Saint-Joseph-de-Soulanges et Saint-Lazare)
- Saint-Laurent (églises Sainte-Barbe et Saint-Anicet)
- Saint-Michel
- Saint-Padre Pio (églises Saint-Romain, Sainte-Clotilde et Saint-Chrysostome)
- Saint-Régis (mission iroquoise)
- Saint-Thomas-d'Aquin
- Saint-Timothée
- Saint-Viateur (églises Saint-Malachie, Saint-Antoine-Abbé et Saint-Louis-de-Gonzague)
- Sainte-Cécile (basilique-cathédrale)
- Sainte-Jeanne-de-Chantal (églises Sainte-Jeanne-de-Chantal et Sainte-Rose-de-Lima)
- Sainte-Madeleine
- Sainte-Marguerite d'Youville
- Sainte-Martine
- Sainte-Philomène
- St. Patrick of the Island

## Instituts religieux dans l'histoire du diocèse
- Clercs de Saint-Viateur
- Sœurs de la Congrégation Notre-Dame
- Sœurs des saints Noms de Jésus et de Marie
- Sœurs de la Providence
- Sœurs Grises
- Sœurs de Sainte-Anne
- Sœurs Clarisses
- Petites Sœurs de la Sainte-Famille
- Sœurs dominicaines
- Sœurs de Notre-Dame du Bon-Conseil
- Sœurs de l'Assomption de la Sainte Vierge
- Frères du Sacré-Cœur
- Frères mineurs capucins

Aujourd'hui, il y a près de 20 religieuses dans Valleyfield. Parmi les organisations laïques qui ont marqué l'histoire du diocèse, notons les Chevaliers de Colomb, la société de Saint Vincent de Paul et les Forestiers catholiques.